# Turček
Turček – wieś i gmina (obec) w powiecie Turčianske Teplice, kraju żylińskim, w północno-centralnej Słowacji.

## Położenie
Wieś leży na północno-wschodnim skraju Płaskowyżu Kunešovskiego (słow. Kunešovská planina), u podnóży grzbietu Flochovej w Górach Kremnickich, ok. 6 km na północ od Kremnicy. Zabudowania dawnego Górnego Turčeka (słow. Horný Turček) leżą u zbiegu doliny źródłowego toku rzeki Turiec i Doliny Krahulskiej (słow. Krahuľská dolina), zabudowania dawnego Dolnego Turčeka (słow. Dolný Turček) – nieco niżej, już w dolinie Turca.

## Historia
Wieś powstała w 1951 r. przez połączenie dwóch pierwotnie samodzielnych wsi: Dolný Turček i Horný Turček. Dzieje obu z nich były w zasadzie jednakowe. Powstały w wyniku kolonizacji, w znacznej części ludnością pochodzącą z krain niemieckich, w XIV w. Po raz pierwszy wzmiankowane były w roku 1371. Przez długi czas były własnością miasta Kremnica. Ich mieszkańcy byli głównie górnikami i hutnikami w zakładach wydobycia i przerobu rud w Kremnicy, zajmowali się paleniem węgla drzewnego oraz rzemiosłem. Z czasem, po upadku kremnickiego ośrodka górniczo-hutniczego, zajmowali się pracami sezonowymi, zwłaszcza na Dolnych Węgrzech.
W pobliżu wsi toczyły się walki słowackich ochotników z wojskami węgierskimi w czasie Wiosny Ludów w 1849 r., a także walki powstańczej armii słowackiej z wojskami faszystowskimi w czasie słowackiego powstania narodowego jesienią 1944 r.

## Sport i turystyka
Wieś jest lokalnym ośrodkiem sportów zimowych i turystyki narciarskiej. Znajduje się w niej początek turystycznej trasy narciarskiej, znanej jako Zimný prechod Kremnickými vrchmi. W Turčeku zaczynają się również dwa znakowane szlaki turystyczne wiodące w Góry Kremnickie.